# Ministère du Commerce (Cameroun)
Pour les articles homonymes, voir Ministère du Commerce.
Le ministère du Commerce (en anglais : Ministry of Commerce) est un département du gouvernement camerounais responsable de l'élaboration et de la mise en œuvre de la politique dans le domaine du commerce. Il est dirigé par un ministre. Le ministère est situé au centre administratif à Yaoundé, capitale du pays.

## Histoire
Le ministère est créé en 2004, à la suite de l'éclatement de l'ex-ministère du Développement industriel et Commercial (MINDIC), scindé en trois ministères, celui des Mines, de l'Industrie et du Développement technologique (MINMIDT), celui des Petites et moyennes entreprises, de l'Économie Sociale et de l'Artisanat (MINPMEESA) et celui du Commerce (MINCOMMERCE).

## Organisation
Le ministère est placé sous l'autorité d'un ministre qui coiffe une équipe composée d'un secrétariat particulier, de deux conseillers techniques, d'une inspection générale, d'une administration centrale, de services déconcentrés et de services extérieurs.

## Missions
Le ministère est chargé de :
- l'élaboration, de la mise en œuvre et de l'évaluation des stratégies de promotion des produits camerounais ;
- l'élaboration de la réglementation en matière de prix et du suivi de son application, en liaison avec les administrations concernées ;
- la régulation des approvisionnements des produits de grande consommation, en relation avec les administrations concernées ;
- la recherche des nouveaux marchés pour les produits camerounais ;
- la promotion et de la défense d'un label de qualité pour les produits destinés au marché local et à l'exportation ;
- la promotion et du contrôle de la saine concurrence;
- la négociation et du suivi de la mise en œuvre des accords commerciaux en liaison avec le ministère des relations extérieures ;
- la promotion de la compétitivité des produits camerounais sur les marchés étrangers;
- l'application des sanctions administratives en cas de fraude ou de non-respect des normes fixées, sans préjudice des attributions dévolues aux autres départements ministériels concernés ;
- l'organisation et de la supervision des foires commerciales ;
- du suivi du commerce international des matières premières et des produits dérivés, en liaison avec les départements ministériels et les organismes concernés ;
- du suivi de l'application des normes en matière d'importation, en liaison avec les administrations concernées ;
- du suivi de l'inflation en liaison avec les administrations concernées ;
- du suivi des circuits de conservation et de distribution des produits de grande consommation ;
- du suivi de l'élaboration et de l'application des normes, des instruments de mesure et de contrôle de qualité en liaison avec les administrations concernées;
- du suivi des relations avec les organisations internationales œuvrant dans le domaine du commerce international en liaison avec les administrations concernées;
- du suivi de l'élaboration ou de l'homologation des normes de présentation, de conservation et
- la distribution des produits de grande consommation et du respect de ces normes par les opérateurs économiques en liaison avec les administrations concernées ;
- du suivi des négociations commerciales avec l'Union européenne en liaison avec le ministère des relations extérieures.

## Structures rattachées
Quatre structures sont rattachées au ministère du Commerce.

### Chambre de commerce, de l'industrie, des mines et de l'artisanat
La Chambre de commerce, de l'industrie, des mines et de l'artisanat (CCIMA) a été créée le 21 juillet 1921. C'est un organisme consultatif et représentatif des milieux d'affaires dans les domaines du commerce, des mines et de l'artisanat. Son siège social est à Douala, au Cameroun.

### Commission nationale de la concurrence
Créé en 2013, la Commission nationale de la concurrence fait partie du dispositif de promotion et de surveillance de la concurrence de l’État du Cameroun. Elle a pour mission d’examiner et d’émettre un avis sur toutes les questions relatives à la politique de la concurrence au Cameroun, de rechercher, contrôler et, le cas échéant, de poursuivre et sanctionner les pratiques anticoncurrentielles, et enfin d’apporter l’expertise et l'assistance nécessaire à la prise des décisions de justice en matière de concurrence.

### Conseil national de la consommation
Organe consultatif créé le 13 janvier 2016 par décret du Premier ministre, le Conseil national de la consommation, constitué de 21 membres, a à sa tête un président nommé par le chef du gouvernement/. 
Ses missions principales sont : 
- promouvoir l’échange de vues entre les pouvoirs publics, les organisations de protection des intérêts collectifs des consommateurs et les organisations patronales ;
- favoriser la concertation entre les représentants des intérêts des consommateurs et les délégués des questions patronales sur les questions relatives à la protection du consommateur ;
- émettre des avis sur tous les projets de texte à caractère législatif et réglementaire susceptibles d’avoir une incidence sur la consommation de biens et services ou sur la protection du consommateur ;
- étudier toutes les questions relatives à la consommation de biens et services ou à la protection du consommateur qui lui sont soumises par le gouvernement.

### Fonds de développement des filières cacao et café
Le Fonds de développement des filières cacao et café du Cameroun (FODECC) voit le jour le 9 mars 2006, avec pour rôle de mettre en œuvre le plan de relance des filières cacao et café (PRDFCC) de façon efficace et efficiente.

## Liste des ministres
| Période     | Noms                         | Fonction                                           | Images |
| ----------- | ---------------------------- | -------------------------------------------------- | ------ |
| Depuis 2004 | Luc Magloire Mbarga Atangana | Ministre du Commerce                               |        |
| 1997—2004   | Maigari Bello Bouba          | Ministre du développement industriel et commercial |        |
| 1996—1997   | Justin Ndioro                | Ministre du développement industriel et commercial |        |
| 1994—1996   | Pierre Eloundou Mani         | Ministre du développement industriel et commercial |        |
| 1992—1994   | Patrice Mandeng Ambassa      | Ministre du développement industriel et commercial |        |
| 1990—1992   | René Owona                   | Ministre du développement industriel et commercial |        |
| 1987—1990   | Joseph Tsanga Abanda         | Ministre du commerce et de l'industrie             |        |
| 1984—1987   | Edouard Nomo Ongolo          | Ministre du commerce et de l'industrie             |        |
| 1983—1984   | Tori Limangana               | Ministre du commerce                               |        |
| 1973        | Youssouoha Daouda            | Ministre du développement industriel et commercial |        |
| 1972—1973   | Sadjo Angokay                | Ministre du développement industriel et commercial |        |
| 1970—1972   | Léonard Claude Mpouma        | Ministre du développement industriel et commercial |        |
| 1968—1970   | Aloys Medjo Me Zengue        | Ministre du commerce et de l'industrie             |        |
| 1967—1968   | Vincent Efon                 | Ministre du commerce et de l'industrie             |        |